# Розмариновый мёд
Розмариновый мёд — это разновидность монофлорного мёда, который производят пчёлы из мелких соцветий розмарина. Этот ароматный многолетний кустарник относят к семейству яснотковые, в высоту он может достигать 2 метров. Довольно часто его называют антос (ἄνθος), что с древнегреческого переводится как «цветок». 

## Происхождение
Во Франции, в Средние века, расстилались целые луга розмарина, на этих землях паслись овцы, их мясо приобретало необычайный вкус и аромат. Также розмарин использовали для свадебных церемоний — невесте надевали головной убор украшенный соцветиями розмарина, а жениху и гостям давали ветвь этого ароматного цветка. Основное  производство розмаринового мёда и до нашего времени сосредоточено на юге Франции и в Испании, в частности, на острове Менорка. 
Основное место производства розмаринового мёда — средиземноморские регионы: Испания и Франция. Необычайный вкус и неповторимый аромат выделяет его из других сортов мёда, а особенность климата регионов сбора не позволяет сделать производство масштабнее.

## Основные характеристики
Оттенки свежесобранного меда колеблются от нежного жёлтого до сверхлегкого белого, зачастую имеет густую вязкую консистенцию янтарного цвета. От чистоты собранного меда зависит его вкус: чем чище собранная пыльца, тем насыщение и слаще вкус. Имеет розмариновый мед приятный цветочный аромат, иногда можно почувствовать легкую горчинку. Но так же этот мед имеет удивительно низкое количество воды — 16,6 → 17 % и пониженный уровень рН 3,7 → 4.
По истечении приблизительно 3 месяцев после сборки меда он кристаллизируется в необычно мелкие кристаллы, этому способствует большое количество фруктозы и глюкозы.
33,1 — 39 г / 100 г (количество глюкозы)
38,4 — 43 г / 100 г (количество фруктозы)
13 % (дисахариды, в основном мальтоза)
2 % (эрлоза)
Мед содержит литий.  Ph низкий. Содержание минеральных веществ составляет от 0,006 до 0,830 %. Красящие вещества меда разнообразны и мало изучены. От них зависит его цвет.

## Хранение
Хранить мед следует в темном и сухом месте, желательно в стеклянной таре. Если мед поддается охлаждению ниже 15 градусов Цельсия, то возможна его кристаллизация. Чтобы вернуть его изначальную текстуру и жидкий вид необходимо проделать такие же шаги, что и с обычным медом, то есть подогреть на «водяной бане», её температура не должна превышать 40 градусов.
При длительном хранении мёд может изменять свой удельный вес, собственный вес, водность и объём. Такое свойство меда обязательно нужно знать пчеловодам, а также людям, которые отвечают за хранение меда, работникам торговли.
Если мед хранить в очень сухом помещении в открытой посуде, его водность может снизиться до 14 %, а вес уменьшиться на 4 — 5 %. И наоборот: при хранении во влажном помещении мед способен впитывать окружающую влажность из воздуха. При относительной влажности воздуха более 60 % зрелый мед начинает водяниться, а по мере увеличения влажности, содержание воды увеличивается. При 100 % влажности воздуха, влажность меда долгого хранения может достичь 55,2 %. При этом мед, как правило закисает.